# Tobias Santelmann
Tobias Santelmann (Friburgo in Brisgovia, 8 agosto 1980) è un attore norvegese di origine tedesca.

## Biografia
Santelmann è nato a Friburgo nel 1980, nell'allora Germania Ovest. Si è trasferito con la sua famiglia in Norvegia quando aveva solo un anno. Ha trascorso l'infanzia e la prima adolescenza  a Lindesnes, per poi spostarsi sedicenne a Oslo.
Dopo aver frequentato nella capitale norvegese l'Accademia Nazionale delle Arti, ha avviato una carriera di attore teatrale. Ha esordito sul grande schermo nel 2010. Due anni dopo è stato consacrato dal film Kon-Tiki, in cui ha affiancato il protagonista Pål Sverre Hagen: la pellicola è stata anche candidata all'Oscar  . Il giovane attore è così approdato a Hollywood. Ha impersonato Reso nel film Hercules - Il guerriero (2014) e ha poi recitato in Point Break (2015).

## Vita privata
Ha una figlia, Alba, nata dalla sua relazione con Jennifer Bråthen.

## Filmografia

### Cinema
- Kon-Tiki, regia di Joachim Rønning e Espen Sandberg (2012)
- Jeg er din, regia di Iram Haq (2013)
- In ordine di sparizione (Kraftidioten), regia di Hans Petter Moland (2014)
- Hercules - Il guerriero (Hercules), regia di Brett Ratner (2014)
- Point Break, regia di Ericson Core (2015)
- Out Stealing Horses - Il passato ritorna (Ut og stjæle hester), regia di Hans Petter Moland (2019)

### Televisione
- Homeland - Caccia alla spia (Homeland) – serie TV, un episodio (2015)
- The Last Kingdom – serie TV, 13 episodi (2015-2018)
- Marcella – serie TV, 8 episodi (2016)
- Grenseland - Terra di confine (Grenseland) – serie TV, 8 episodi (2017)
- Atlantic Crossing – serie TV, 8 episodi (2020)

## Doppiatori italiani
Nelle versioni in italiano delle opere in cui ha recitato, Tobias Santelmann è stato doppiato da:
- Fabrizio Dolce in Hercules - Il guerriero, Marcella
- Sergio Lucchetti in In ordine di sparizione
- Christian Iansante in The Last Kingdom
- Simone D'Andrea in Atlantic Crossing
- Roberto Gammino in Point Break
- Guido Di Naccio in Out Stealing Horses - Il passato ritorna
- Alessandro D'Errico in Grenseland - Terra di confine